# Chiloglanis micropogon
Chiloglanis micropogon es una especie de peces de la familia Mochokidae en el orden de los Siluriformes.

## Morfología
Los machos pueden llegar alcanzar los 4,9 cm de largo total.

## Hábitat
Es un pez de agua dulce.

## Distribución geográfica
Se encuentran en África: República Democrática del Congo, Camerún, y Angola, en los ríos Congo, Kasai, Kwango, Dja y Lualaba y en las cataratas Boyoma. También se encuentran en el río Rungumba, afluente del Lago Tanganica en la República Democrática del Congo.